# Towarzystwo Kultury Świeckiej
Towarzystwo Kultury Świeckiej (TKŚ) – stowarzyszenie powstałe w 1992 w nawiązaniu do stuletniego dziedzictwa polskiej myśli świeckiej i ruchu świeckiego, na bazie struktur dawnego Towarzystwa Krzewienia Kultury Świeckiej (TKKŚ). Obecnie nosi ono oficjalną nazwę Towarzystwo Kultury Świeckiej im. Tadeusza Kotarbińskiego. Stowarzyszenie zrzesza ludzi o różnych poglądach politycznych, społecznych i filozoficznych, zespolonych wspólnotą wartości humanistycznych, racjonalistycznych i świeckich. Członkowie i sympatycy stowarzyszenia uznają za nadrzędne:
- prawo do autokreacji i wspólnoty narodów,
- dialog społeczny oraz czynny sprzeciw wobec postaw fanatyzmu, ksenofobii i rasizmu, równość praw obywateli oraz ich obrona przed wszelką dyskryminacją,
- neutralność światopoglądową i polityczną państwa oraz mediów publicznych,
- świeckość kultury i życia społecznego oraz propagowanie etyki niezależnej.

## Partnerzy
Towarzystwo jest zrzeszone w Międzynarodowej Unii Humanistycznej i Etycznej (International Humanist and Ethical Union, IHEU) – instytucji upatrującej swoje główne zadania w zakresie poszanowania praw człowieka, edukacji szczególnie w krajach Trzeciego Świata czy zwalczania propozycji tzw. „obrazy religii” formowanej przez najbardziej wsteczne państwa. Za pośrednictwem IHEU towarzystwo nawiązuje różnorodne kontakty z zagranicznymi organizacjami o podobnych bądź bliskich celach. Organizacja ma charakter lewicowy. 13 września 2006 towarzystwo podpisało program Porozumienie Lewicy i Demokratów „Wspólna Polska”. TKŚ  współpracuje z organizacjami reprezentującymi podobne wartości.

## Działalność wydawnicza
Towarzystwo Kultury Świeckiej im. Tadeusza Kotarbińskiego wydaje dwumiesięcznik Res Humana. Na jego łamach prezentowana jest myśl humanistyczna, racjonalistyczna i kultura świecka oraz działalność społeczna i edukacyjna Rady Krajowej Towarzystwa, a także licznych oddziałów terenowych. Dnia 3 kwietnia 2009 r. w uznaniu zasług rozwoju nauki i kultury polskiej redakcja otrzymała prestiżowe wyróżnienie – Kowadło Stowarzyszenia Kuźnicy, co zbiegło się z jubileuszem wydania 100. numeru czasopisma. Obok Res Humana krakowski oddział stowarzyszenia wydaje kwartalnik Forum Myśli Wolnej.

## Cele statutowe
1. Współkształtowanie kultury narodowej, a zwłaszcza jej wartości humanistycznych, racjonalistycznych i świeckich.
2. Rozwijanie doradztwa społecznego obejmującego zwłaszcza problemy celu i sensu życia, zagadnienia moralne i światopoglądowe współczesnego człowieka, rozumiane w ich ludzkim i ziemskim wymiarze.
3. Kształtowanie kultury światopoglądowej społeczeństwa polskiego poprzez krzewienie idei tolerancji i wolności sumienia oraz obronę osób dyskryminowanych bądź prześladowanych z powodu przekonań światopoglądowych.
4. Działanie dostępnymi ruchowi społecznemu metodami na rzecz umacniania i obrony świeckiego i demokratycznego charakteru państwa oraz jego instytucji.

## Struktura organizacyjna
Rada Krajowa stowarzyszenia ma siedzibę w Warszawie. Oddziały terenowe TKŚ mieszczą się m.in. w: Bielsku-Białej, Katowicach, Koninie, Koszalinie, Krakowie, Łodzi, Poznaniu, Puławach, Radomiu, Rzeszowie, Wrocławiu i Warszawie.
W Katowicach, już w kwietniu 1991 roku powołano Klub Kultury Współżycia i Tolerancji im. Tadeusza Kotarbińskiego, który poszerzył formy działania ruchu laickiego na Śląsku poprzez organizowanie licznych spotkań popularnonaukowych m.in. wspólnie z komisjami PAN w Katowicach, TWP, „Klubem Dyskusyjnym Spojrzenia”. Klub posiada własną stronę internetową na której znajduje się m.in. forum dyskusyjne.